# Ünnep (naptári időtartam)
Az ünnep fogalmának jelentése: olyan naptári időtartam, amely valamilyen szempontból fontosabb eseménynek, személynek állít emléket és rendszeresen megünneplik.

## Az ünnepek fajtái

### Vallási ünnep
Vallási ünnepnek nevezzük egy adott vallás, felekezet közös ünnepét.

### Nemzeti ünnep
A nemzeti ünnep olyan kitüntetett napot jelöl, amelyen egy ország vagy egy nép nemzeti összetartozását ünnepli.

### Családi ünnep
A családi ünnepek olyan ünnepek, amelyeket egy család körében szoktak megünnepelni. Ilyen a család egyik tagjának születésnapja, a névnapja, házassági évfordulója, halál évfordulója stb.